# Vamed
Die VAMED AG ist ein österreichisches Unternehmen mit Sitz in Wien. Es wurde im Jahr 1982 gegründet und ist eine Investment Company des internationalen Gesundheitskonzerns Fresenius. Es erbringt Dienstleistungen für Krankenhäuser.
VAMED befindet sich derzeit in einem Transformationsprozess, der vier Transaktionen umfasst. Im Oktober 2024 wurde das Rehabilitationsgeschäft an PAI Partners verkauft, während das Krankenhausdienstleistungsgeschäft im Jänner 2025 in Fresenius Health Services integriert wurde. Weiters wurde das internationale Projektgeschäft der VAMED im April 2025 an die Worldwide Hospitals Group (WWH) verkauft, während die österreichischen Aktivitäten vorbehaltlich der behördlichen Genehmigungen an ein Konsortium aus Porr und Strabag veräußert werden sollen.

## Geschichte

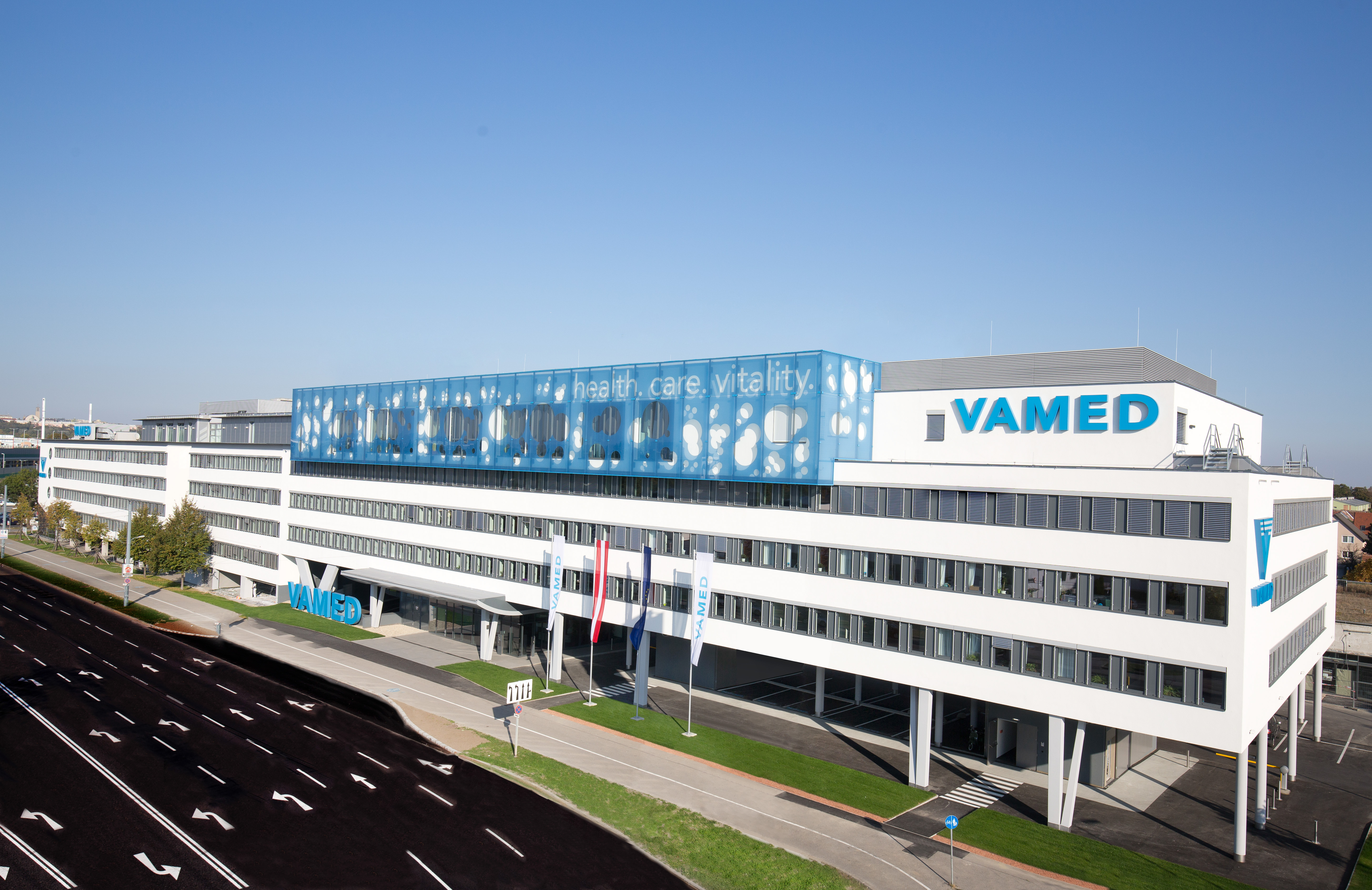
Hauptsitz der Vamed AG (2018)

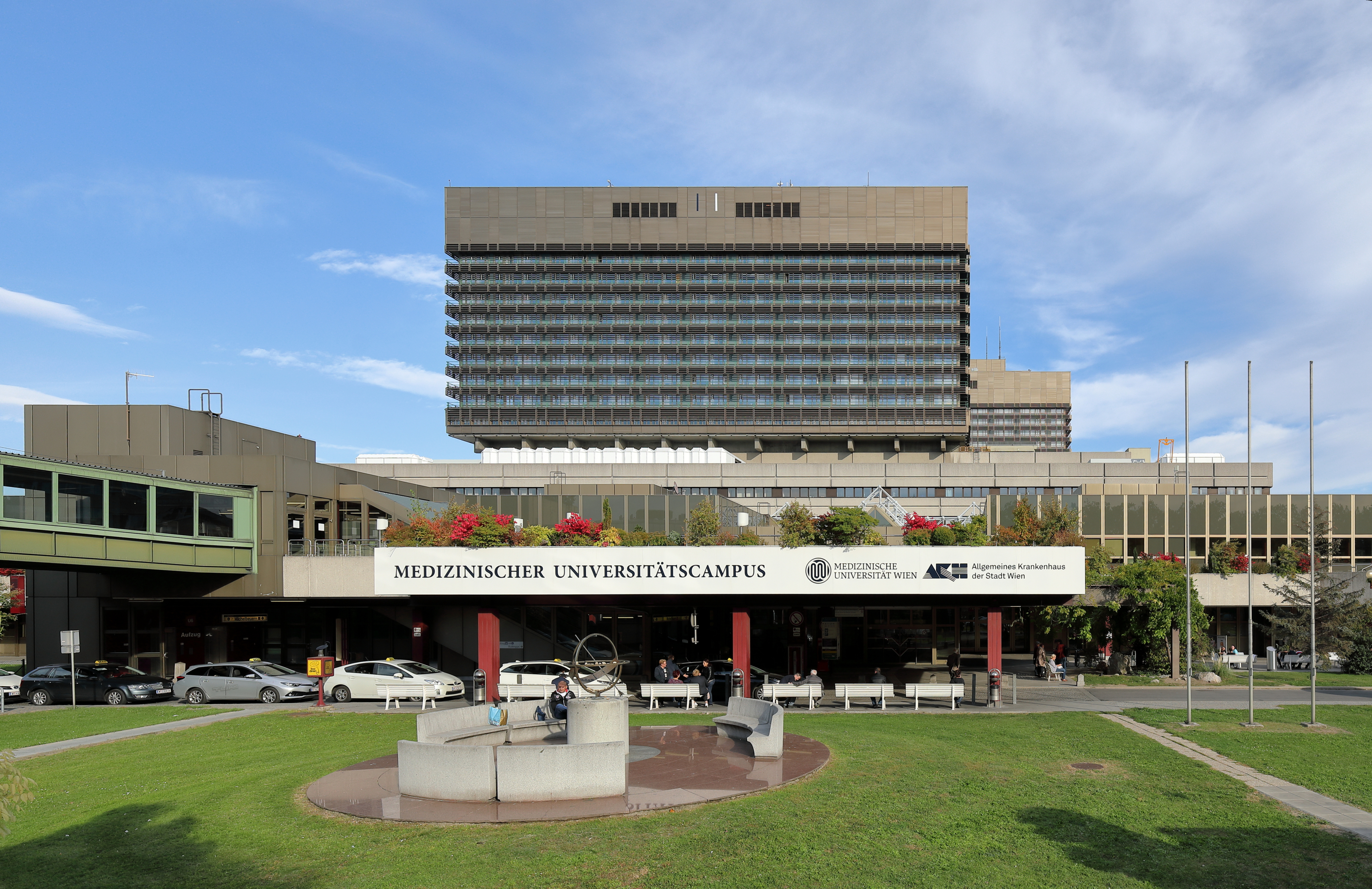
AKH der Stadt Wien und Universitätsklinikum

Das Unternehmen wurde 1984 international tätig und lieferte die Einrichtung für acht Spitäler in den Irak. Die Vamed realisierte internationale Projekte wie das National Research Center for Maternal and Child Health in Kasachstan. 1998 stieg das Unternehmen mit der Therme in Geinberg in den Thermen- und Gesundheitstourismus ein. Es stellte im Jahr 2021 Dienstleistungen für rund 840 Gesundheitseinrichtungen mit 227.000 Betten weltweit zur Verfügung. Es wird zum Teil im Rahmen einer Öffentlich-private Partnerschaft. Zu den wichtigsten Kunden zählt das AKH Wien. Seit 1986 ist die Vamed auch mit der technischen Betriebsführung des AKH Wien betraut.
In Deutschland obliegt der Vamed die Führung des Dienstleistungsbereichs ohne die medizinischen Leistungen des Berliner Universitätsklinikums Charité.  Gesamtbetriebsführungen verantwortet die Vamed mittlerweile weltweit in 51 Gesundheitseinrichtungen.
Die Geschäftsfelder der Vamed umfassen Kliniken & Krankenhäuser, Thermen- und Wellness Resorts sowie Kur- und Rehabilitationszentren. Des Weiteren ist die Vamed AG Marktführer im österreichischen Gesundheitstourismus und Medical Wellness (Vamed Vitality World: 8 Resorts in Österreich) sowie führender privater Rehabilitations-Anbieter in Österreich. Im Oktober 2020 wurde eine neue Kinder- und Jugendpsychiatrie am Wiener AKH im Vollbetrieb fertiggestellt. Im Februar 2021 folgte die Eröffnung des ersten ambulanten Rehabilitationszentrums im Burgenland. Im April 2022 wurde das ambulante Reha-Angebot mit der Eröffnung von zwei neuen Standorten in Eisenstadt und in Wörgl erweitert.

## Entwicklung
1982 wurde, als medizinische Tochter der verstaatlichten Voest Alpine, die Vamed als Projektgesellschaft für die Fertigstellung des Allgemeinen Krankenhaus der Stadt Wien (AKH) gegründet. In der Folge organisierte das Unternehmen auch Gesundheitsprojekte abseits des AKH Wien: ab 1984 im Mittleren Osten, ab 1985 in Afrika und ab 1987 in Asien. Darüber hinaus startete man ab dem Jahr 1986 mit Aktivitäten in der Gebäude- und Liegenschaftsverwaltung. Seit dem Jahr 1989 ist die Vamed in der Gesamtbetriebsführung von Kurbetrieben, seit 1991 im Krankenhausmanagement und seit 1993 in der Projektentwicklung tätig.
Im Juli 1996 wurde das Unternehmen, das bis dahin über die ÖIAG (heute: Österreichische Beteiligungs AG, ÖBAG) zu 100 Prozent in Staatsbesitz war, zu 77 Prozent an den deutschen Gesundheits-Konzern Fresenius SE & Co. KGaA und zu 10 Prozent an die B&C Holding verkauft. Daneben verblieben der Österreichischen Beteiligungs AG heute noch die restlichen 13 Prozent. Seit 1998 ist die Vamed auch in der Gesamtabwicklung von Thermenprojekten tätig.
2008 folgten Projekte in Lateinamerika sowie Aktivitäten in Pflegeheimen. Im Jahr 2013 hat die Vamed bereits das 20. ÖPP-Modell realisiert. Im Jahr 2017 hat die Vamed über 800 Projekte in über 80 Ländern sowie 25 PPP-Modelle auf 5 Kontinenten realisiert.
2018 erwarb die Vamed das Reha- und Pflegegeschäft von Helios Deutschland. Damit erweiterte die Vamed ihre Position in Rehabilitation und Pflege auf 67 Gesundheitseinrichtungen. Im selben Jahr hat die Vamed über 900 Projekte in rund 90 sowie 25 PPP-Modelle auf fünf Kontinenten realisiert.
Gesundheitskonzern Fresenius hat im Mai 2024 einen strukturierten Ausstieg aus seiner Investment Company Vamed bekanntgegeben.
2024 wurde bekannt, dass sowohl die ÖBAG als auch die B&C Holding ihre Anteile an Fresenius verkaufen.
Ende September gab Vamed bekannt, den erfolgreichen Abschluss des Verkaufs der Mehrheit des Postakut-Geschäfts (insbesondere Rehabilitationskliniken) an PAI Partners („PAI“). Der Geschäftsbereich, zu dem auch spezialisierte Gesundheitsdienstleistungen in den Bereichen Prävention, Akutmedizin und Pflege gehören, betreut mit rund 13.000 Mitarbeiterinnen und Mitarbeitern jährlich rund 100.000 Patientinnen und Patienten in verschiedenen europäischen Ländern in der stationären und ambulanten Rehabilitation.

## Unternehmen

### Konzernzahlen
- 2017 Zuwächse: Der Umsatz stieg von 2016 auf 2017 um 5,9 Prozent auf 1.228 Millionen Euro, das Betriebsergebnis (EBIT) um 10,1 Prozent auf 76 Millionen Euro.[16]
- 2018 Zuwächse: Der Umsatz stieg von 2017 auf 2018 um 460  Millionen Euro (+37,5 Prozent) auf 1.688 Millionen Euro, das Betriebsergebnis (EBIT) stieg um 34 Millionen Euro (+47,2 Prozent) auf 110 Millionen Euro.
- 2021 Zuwächse: Der Auftragsbestand stieg von 2020 auf 2021 um 14 Prozent auf 3,5 Mrd. Euro, der Umsatz um 11 Prozent auf 2,3 Mrd. Euro und die Beschäftigten um rund 1.000 auf mehr als 24.000.

|                             | 2021   | 2020   | 2019    | 2018   | 2017  | 2016  | 2015  | 2014  | 2013    |
| --------------------------- | ------ | ------ | ------- | ------ | ----- | ----- | ----- | ----- | ------- |
| Auftragsbestand (Mio. Euro) | 3.500  | 3.100  | 2.865,3 | 2.420  | 2.147 | 1.961 | 1.650 | 1.398 | 1.139,2 |
| Umsatz (Mio. Euro)          | 2.296  | 2.068  | 2.206   | 1.688  | 1.228 | 1.160 | 1.118 | 1.042 | 1.020,4 |
| EBIT (Mio. Euro)            | 101    | 28,5   | 133,6   | 110    | 76    | 69    | 64    | 59    | 54,7    |
| Mitarbeiter                 | 24.000 | 23.000 | 18.592  | 17.299 | 8.667 | 8.198 | 8.262 | 7.746 | 7.010   |

### Struktur (Mitarbeiter)
Die Mitarbeiterzahlen gliedern sich (hier 19.575 Mitarbeiter im Jahresdurchschnitt 2021) wie folgt:
- 17.148 Angestellte
- 1.983 Arbeiter
- 444 Auszubildende

und diese sind wie folgt zuzuordnen:
- 18.425 Dienstleistungen und Produktionsbereiche
- 1.044 Mitarbeiter in der Verwaltung
- 106 Marketing- und Vertriebsorganisation

### Aktionärsstruktur 2024
- Fresenius SE & Co. KGaA - 100 %

### Struktur der Vamed-Gruppe

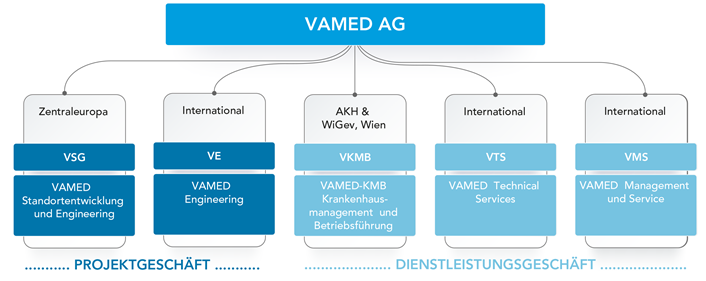
Vamed Management & Organisation

Die Leistungen der Vamed gliedern sich in zwei Bereiche: Projektgeschäft und Dienstleistungsgeschäft. Das Projektgeschäft der Vamed umfasst Beratung, Projektentwicklung, Planung, schlüsselfertige Errichtung sowie Finanzierungslösungen für Gesundheitseinrichtungen. Das Dienstleistungsgeschäft der Vamed ist modular aufgebaut und umfasst die gesamte Palette vom Facility-Management (technische, kaufmännische und infrastrukturelle Dienstleistungen) bis zur Gesamtbetriebsführung von Gesundheitseinrichtungen, die zusätzlich die Verantwortung für medizinische und pflegerische Aufgaben beinhaltet. Darüber hinaus wurden bereits 27 Gesundheitseinrichtungen als PPP-Modelle (Öffentlich-private Partnerschaft), bei dem öffentliche und private Partner gemeinsam Krankenhäuser oder andere Gesundheitseinrichtungen planen und betreiben, in Österreich, Deutschland und Italien realisiert.

### Auswirkungen des Ausstiegs von Fresenius Vamed
Seit dem 2. Quartal 2024 ist Fresenius Vamed kein Berichtssegment mehr von Fresenius. Der Vamed Geschäftsbereich High-End-Services (HES), der für Fresenius Helios und andere Krankenhäuser Dienstleistungen erbringt, ist in der Segmentberichterstattung des Konzernabschlusses unter Corporate / Sonstige enthalten.

## Leistungsspektrum der Vamed
Das Leistungsspektrum der Vamed AG umfasst die Prävention, Akutversorgung, Rehabilitation und Pflege, wobei Projektentwicklung, Planung, Projektmanagement (und -errichtung), Dienstleistung und Betriebsführung miteinander verknüpft werden.
Vamed ist international in der Projekt- und Dienstleistungsbetreuung von Gesundheitseinrichtungen tätig. Dazu zählen Krankenhäuser, Gesundheitszentren sowie Thermen- und Wellnesszentren. Vamed deckt mit ihrem Angebot sämtliche Bereiche der gesundheitlichen Versorgung von Prävention und Wellness über die Akutversorgung bis zur Rehabilitation und Pflege ab und bietet Gesundheitseinrichtungen Lösungen aus einer Hand; von der Beratung und Entwicklung über die Planung und Errichtung bis zum Management.

### Vamed Vitality World

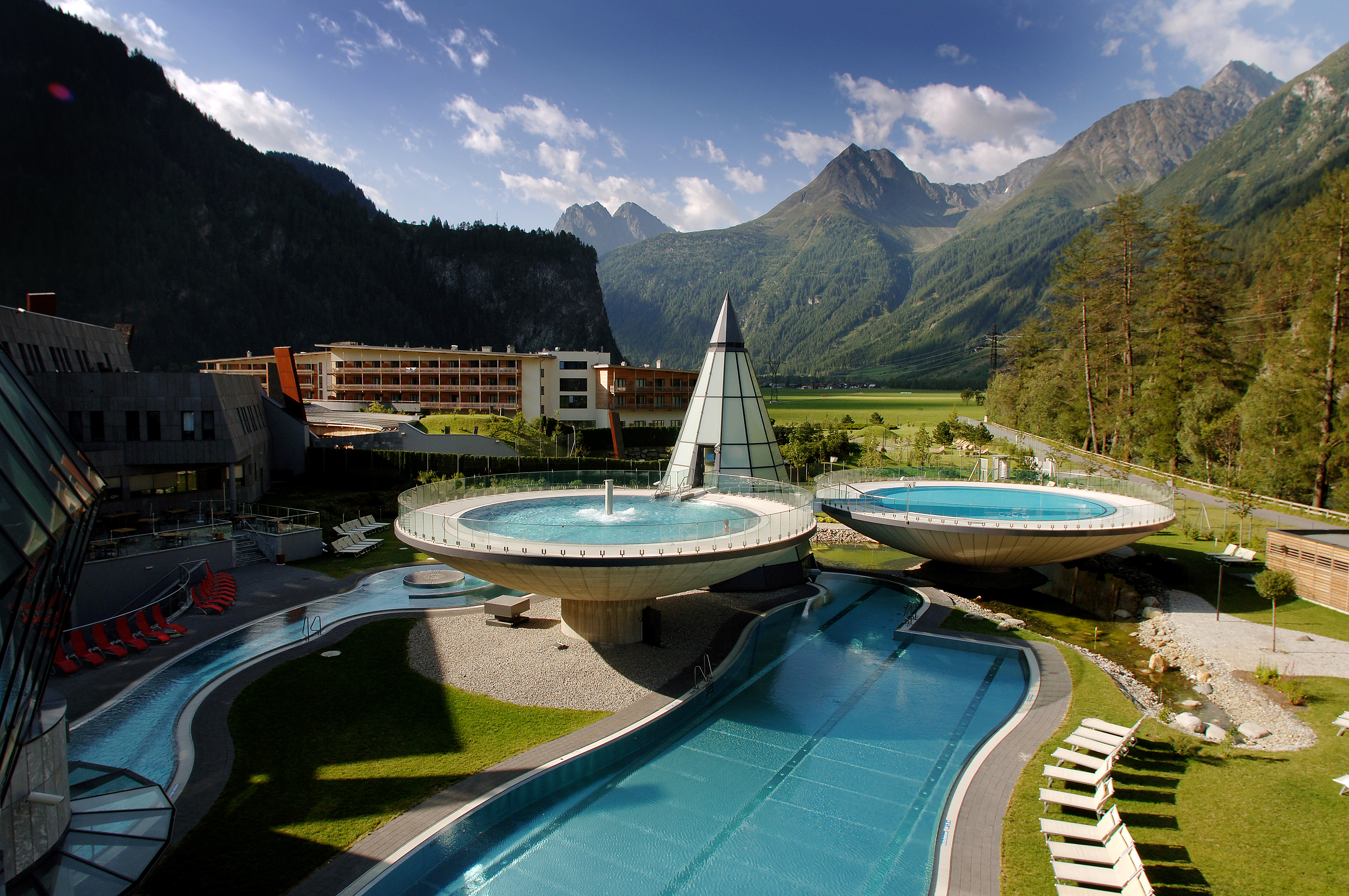
Wellnesshotel Aqua Dome in Tirol

Die Vamed betreibt in Österreich acht Thermen- und Gesundheitsresorts und ist Marktführer im Thermen- und Gesundheitstourismus.
Die acht Thermen- und Gesundheitsresorts der Vamed Vitality World befinden sich in sechs österreichischen Bundesländern:
- Aqua Dome Tirol Therme, Längenfeld, Tirol
- Tauern Spa World, Zell am See / Kaprun, Salzburg
- Therme Geinberg Spa Resort, Oberösterreich
- Therme Laa - Hotel & Spa, Laa an der Thaya, Niederösterreich
- Therme Wien, Oberlaa, Wien
- GesundheitsZentrum Bad Sauerbrunn, Burgenland
- St. Martins Therme & Lodge, Frauenkirchen, Burgenland

### Vamed Vitality Residenzen
Der Vamed-Konzern betreibt weiters zwei sogenannte Vitality Residenzen, welche seit mehr als 20 Jahren zahlreichen Seniorinnen und Senioren ein aktives Wohnen im Alter bietet: die Vitality Residenz Veldidenapark Innsbruck in Tirol und die Vitality Residenz Am Kurpark Wien.

### Vamed Rehabilitation

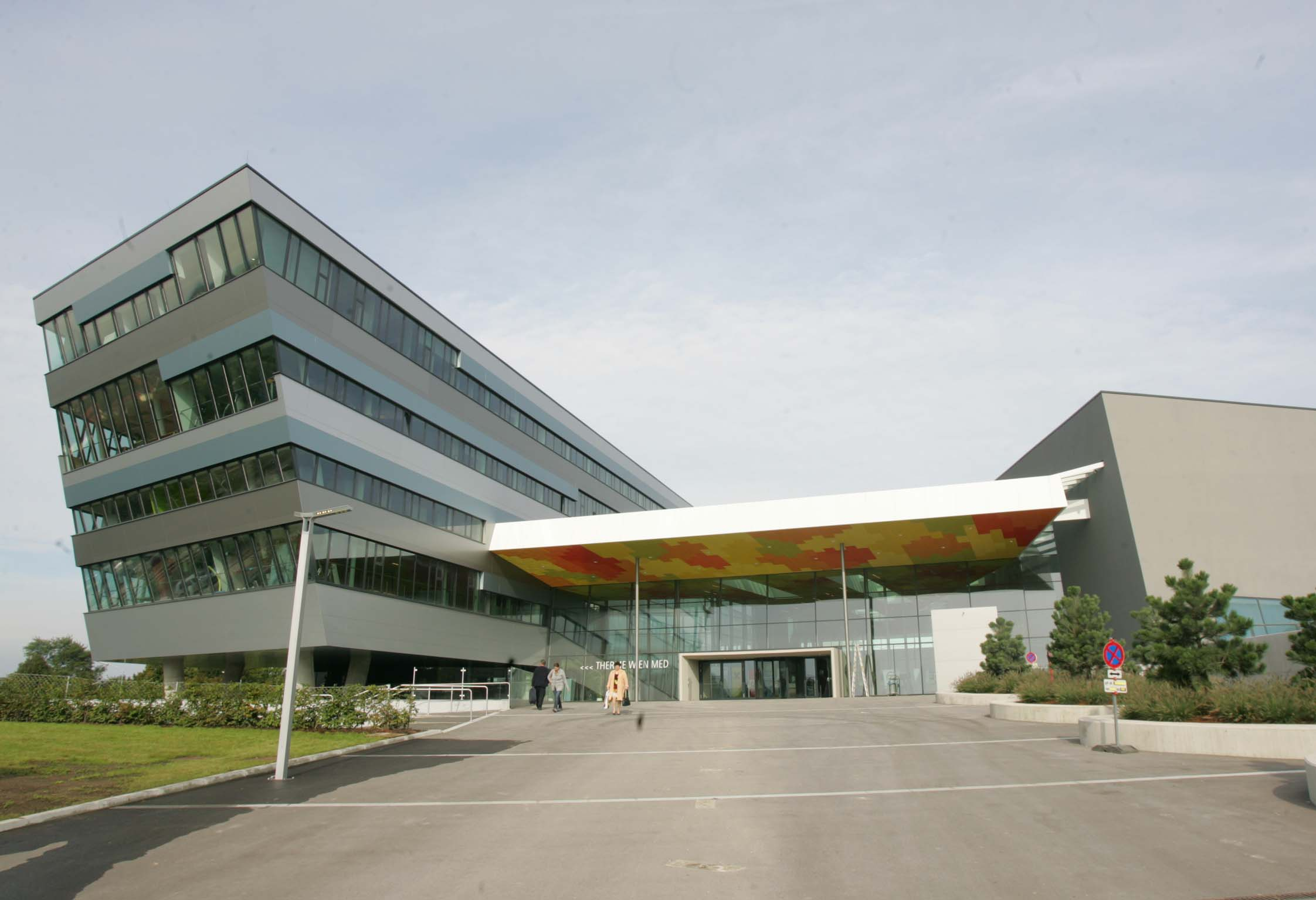
Therme Wien Med in Oberlaa

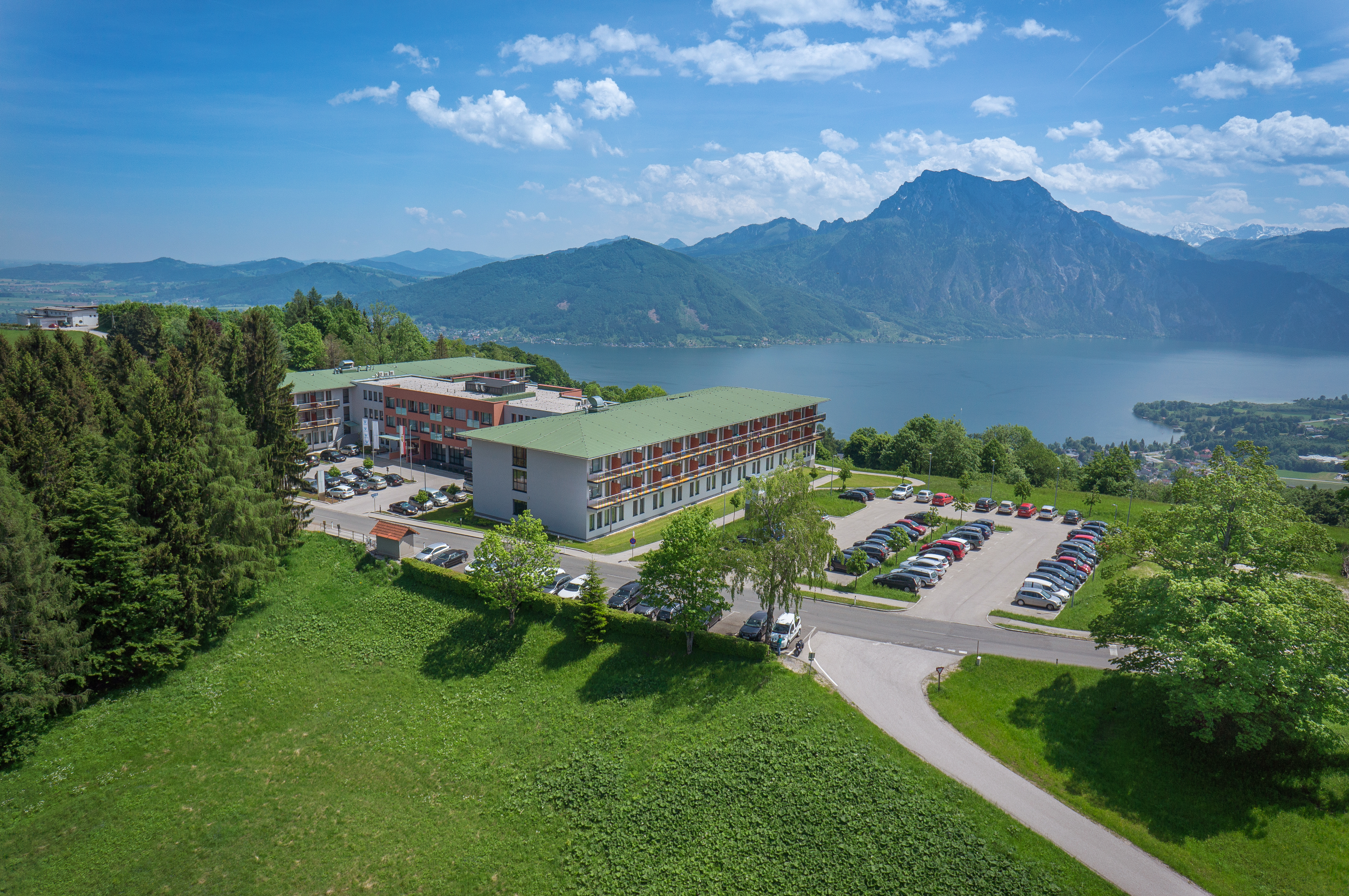
Neurologisches Therapiezentrum Gmundnerberg

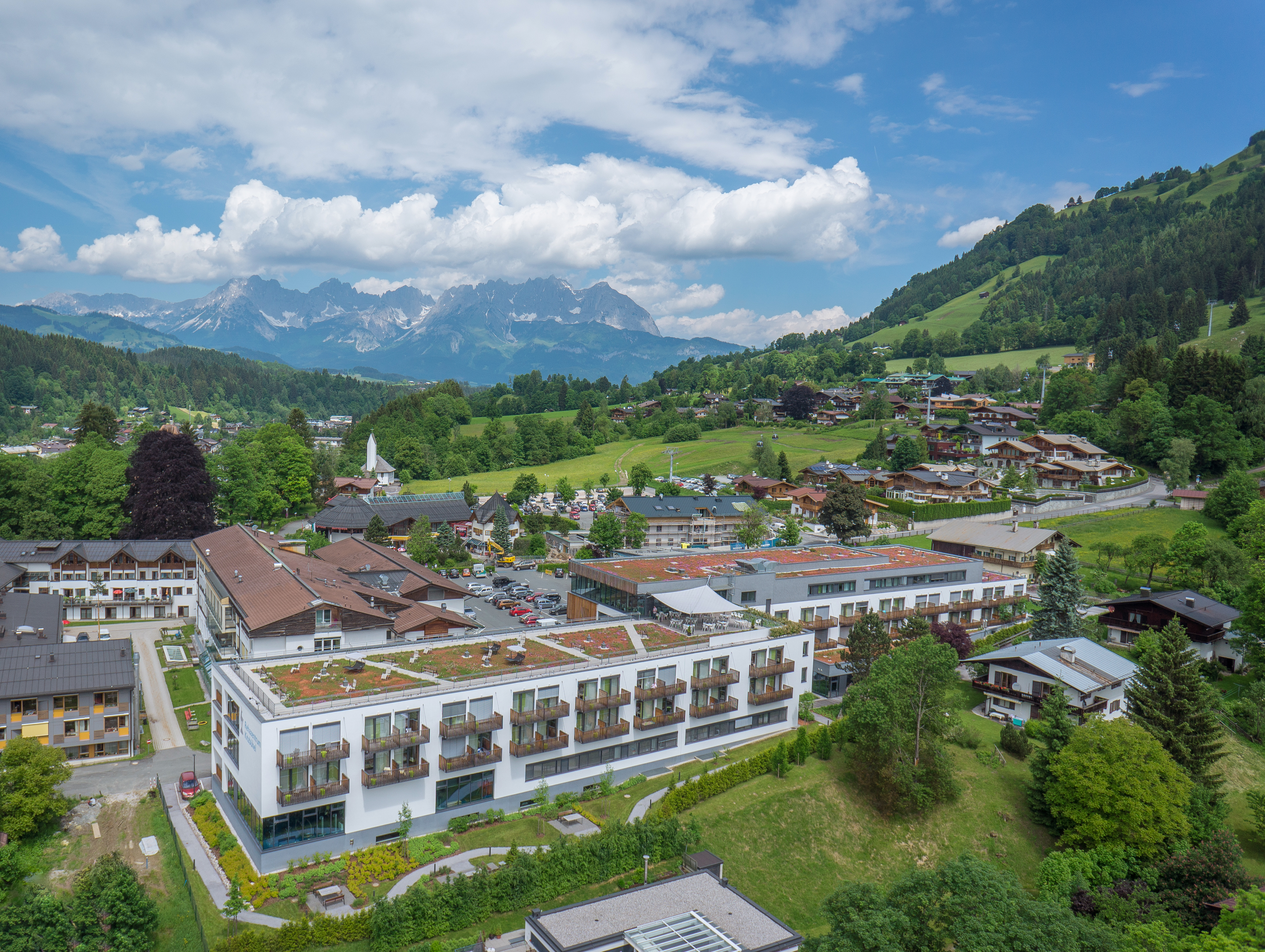
Rehazentrum Kitzbühel

Das Unternehmen ist führender privater Rehabilitationsanbieter in Österreich und betreibt folgende Therapiezentren und Kliniken:
| Therapiezentren und Kliniken                     | Therapiebereiche                       |
| ------------------------------------------------ | -------------------------------------- |
| Kinder- und Jugend-Reha Leuwaldhof               | Kinder- und Jugendrehabilitation       |
| Rehabilitationsklinik Montafon                   | Orthopädie, Neurologie, Kardiologie    |
| Rehabilitationszentrum Oberndorf                 | Orthopädie, Unfall- und Neurochirurgie |
| Neurologisches Therapiezentrum Gmundnerberg      | Neurologie                             |
| Neurologisches Therapiezentrum Kapfenberg        | Neurologie                             |
| Rehabilitationsklinik Gars am Kamp               | Psychiatrie                            |
| Neurologisches Rehabilitationszentrum Rosenhügel | Neurologie                             |
| Rehaklinik Enns                                  | Neurologie, Pneumologie                |
| Therme Wien Med                                  | Orthopädie, Pneumologie                |
| Rehaklinik Wien Baumgarten                       | Neurologie, Orthopädie                 |
| Rehazentrum Kitzbühel                            | Orthopädie                             |
| Der Sonnberghof – Onkologisches Rehazentrum      | Onkologie                              |
| Rehaklinik Zihlschlacht (Schweiz)                | Neurologie                             |
| Rehaklinik Malvazinky (Tschechien)               | Neurologie, Orthopädie                 |
| Rehabilitation St. Veit im Pongau                | Onkologie                              |
| Rehaklinik Dussnang (Schweiz)                    | Orthopädie                             |
| Rehaklinik Seewis (Schweiz)                      | Kardiologie, Psychiatrie               |

Im August 2014 wurde „la pura“ (einziges Gesundheitsresort in Europa mit ausschließlichem Fokus auf Frauengesundheit) mit dem World Travel Award in der Kategorie „Austria’s Leading Resort“ ausgezeichnet. Im Jahr 2018 wurden die Resorts der Vamed Vitality World zum achten Mal mit dem World Travel Award als „World’s Leading Medical Wellness & SPA Operator“ ausgezeichnet.

## Vamed Deutschland
In Deutschland ist die Vamed seit 1990 mit Sitz in Berlin vertreten. Zu den Tätigkeitsschwerpunkten gehören die Planung, Finanzierung und Verwirklichung von Neu-, Umbau- und Sanierungsprojekten. Außerdem betreibt Vamed die Medizin-, Betriebs- und Informationstechnik sowie die Sterilgutversorgung und die OP-Einheit. Zu den größten Kunden zählen die Charité-Universitätsmedizin Berlin, das Universitätsklinikum Schleswig-Holstein, die Kliniken der Stadt Köln, sowie die Uniklinik Köln, die Kliniken des Main-Taunus-Kreises sowie bis Ende 2015 das Universitätsklinikum Hamburg-Eppendorf, welches zum 1. Januar 2016 die Anteile der Vamed als Minderheitsgesellschafter an den bisher gemeinsamen Tochtergesellschaften KME und KFE übernahm.
Im Februar 2008 übernahm Vamed Deutschland das Krankenhausplanungs-, Beratungs- und Serviceunternehmen Hermed Technische Beratungs-GmbH in Neumünster. Die 1982 gegründete Hermed übernimmt als externer Dienstleister die Instandhaltung und Bewirtschaftung der Medizintechnik in Krankenhäusern. Darüber hinaus berät das Unternehmen Krankenhausträger bei der Planung von Um-, Neu- und Erweiterungsbauten sowie bei der Medizintechnik-Ausstattung.
Im November 2017 übernahm Vamed Deutschland die Cleanpart Healthcare GmbH. Das Duisburger Unternehmen cleanpart healthcare ist gemeinsam mit seiner Tochtergesellschaft, der Instru-Clean GmbH, ein Dienstleister für die Aufbereitung von Medizinprodukten.
2018 wurden die Reha-Kliniken von Helios übernommen:
- Vamed Klinik Geesthacht
- Vamed Klinik Hagen Ambrock
- Vamed Klinik Hattingen
- Vamed Klinik Hohenstücken
- Vamed Klinik Kipfenberg
- Vamed Klinik Schloss Pulsnitz
- Vamed Rehaklinik Ahrenshoop
- Vamed Rehakliniken Bad Berleburg
- Vamed Rehaklinik Bad Ems
- Vamed Klinik Bad Grönenbach
- Vamed Klinik Bad Salzdetfurth
- Vamed Klinik Berching
- Vamed Rehaklinik Bergisch-Land in Wuppertal
- Vamed Rehaklinik Damp
- Vamed Klinik Lehmrade
- Vamed Rehaklinik Schloss Schönhagen
- Vamed Rehaklinik Schwedenstein

Im Juli 2020 eröffnete das Unternehmen zwei weitere ambulante Rehazentren, nämlich das Reha-Zentrum Hildesheim und das Zentrum Rehaplus in Ulm.